# An-Nahar
An-Nahar (arab. ‏النهار‎, czyli „dzień”) – arabskojęzyczny dziennik wydawany w Libanie, ukazujący się od 4 sierpnia 1933 r. Główną rolę w prowadzeniu gazety odgrywają członkowie rodziny Tueni. W okresie okupacji syryjskiej gazeta stanowiła forum dla przeciwników obcych wpływów w Libanie. Dwóch czołowych dziennikarzy „An-Nahar” Gebran Tueni i Samir Kassir zginęło w zamachach bombowych w 2005 r.
An-Nahar to pierwsza arabskojęzyczna gazeta regularnie publikująca wiadomości dotyczące kwestii problemów ochrony środowiska. Od 1997 roku w dzienniku znajduje się codziennie jedna strona poświęcona tematyce środowiska.

## Nakład i odbiorcy
W połowie lat 90. gazeta miała najwyższy nadkład w Libanie. W 2004 roku nakład gazety nie osiągnął 15 000 egzemplarzy. Na początku XXI wieku nakład gazety wynosił 45 000 egzemplarzy, co czyniło ją drugim po As-Safir. W 2012 roku nakład An-Nahar nadal wynosił 45 000 egzemplarzy, co zostało potwierdzone przez libańskie Ministerstwo Informacji.

## Zakazy
3 maja 1961 r. dziennik został wstrzymany na dziesięć dni w związku z publikacją karykatury przedstawiającej Liban jako prowincję Syrii.